# BVIFA National Football League 2023-2024
La BVIFA National Football League 2023-2024 è stata la quattordicesima edizione della massima serie del campionato di calcio delle Isole Vergini Britanniche. Il campionato è iniziato il 16 ottobre 2023 e si è concluso il 27 maggio 2024. 
Il One Love Utd è la squadra campione in carica, avendo conquistato il suo secondo titolo nazionale nella stagione 2022-2023. Il titolo è stato vinto dal Wolues, per la prima volta nella sua storia. 

## Stagione

### Aggiornamenti
La struttura del campionato non prevede serie inferiori, per cui non ci sono state retrocessioni. Rispetto alla stagione precedente, tuttavia, il One Caribbean ha cessato le attività e non si è iscritto al campionato, riducendo il numero di squadre partecipanti a 10.

### Formula
Le 10 squadre partecipanti giocano un girone di andata e ritorno, per un totale di 18 giornate. Al termine del campionato, la prima classificata è campione delle Isole Vergini Britanniche e si qualifica per la CONCACAF Caribbean Cup 2024.

## Squadre partecipanti
| Club         | Città        | Stagione precedente                      |
| ------------ | ------------ | ---------------------------------------- |
| Islanders    | Parham Town  | 8° in BVIFA National Football League     |
| Lion Heart   | Parham Town  | 6° in BVIFA National Football League     |
| Old Madrid   | Parham Town  | 9° in BVIFA National Football League     |
| One Love Utd | Parham Town  | Campione delle Isole Vergini Britanniche |
| Panthers     | Parham Town  | 7° in BVIFA National Football League     |
| Positive     | Parham Town  | 10° in BVIFA National Football League    |
| Rebels       | Parham Town  | 5° in BVIFA National Football League     |
| Sugar Boys   | Spanish Town | 2° in BVIFA National Football League     |
| VG United    | Spanish Town | 4° in BVIFA National Football League     |
| Wolues       | Road Town    | 3° in BVIFA National Football League     |

## Classifica
|                                      | Pos. | Squadra      | Pt | G  | V  | N | P  | GF | GS  | DR   |
| ------------------------------------ | ---- | ------------ | -- | -- | -- | - | -- | -- | --- | ---- |
| Isole Vergini Britanniche (bandiera) | 1.   | Wolues       | 45 | 18 | 15 | 0 | 3  | 99 | 20  | +79  |
|                                      | 2.   | Islanders    | 41 | 18 | 13 | 2 | 3  | 70 | 23  | +47  |
|                                      | 3.   | VG United    | 40 | 18 | 14 | 1 | 3  | 85 | 11  | +74  |
|                                      | 4.   | One Love Utd | 29 | 18 | 8  | 5 | 5  | 54 | 41  | +13  |
|                                      | 5.   | Lion Heart   | 27 | 18 | 8  | 3 | 7  | 55 | 41  | +14  |
|                                      | 6.   | Sugar Boys   | 26 | 18 | 8  | 5 | 5  | 55 | 29  | +26  |
|                                      | 7.   | Rebels       | 22 | 18 | 7  | 1 | 10 | 36 | 30  | -24  |
|                                      | 8.   | Panthers     | 18 | 18 | 5  | 3 | 10 | 36 | 56  | -20  |
|                                      | 9.   | Positive     | 6  | 18 | 2  | 0 | 16 | 16 | 117 | -101 |
|                                      | 10.  | Old Madrid   | 0  | 18 | 0  | 0 | 18 | 12 | 120 | -108 |

Legenda:
      Campione delle Isole Vergini Britanniche e ammessa alla Caribbean Cup.